# Martina Hingis
Martina Hingis (født 30. september 1980 i Košice, Tjekkoslovakiet, nu Slovakiet) er en tidligere schweizisk tennisspiller som i slutningen af 1990'erne toppede verdensranglisten. Blandt hendes titler kan nævnes: tre Australian Open, en Wimbledon og en US Open.